# Ifejon jednokwiatowy
Ifejon jednokwiatowy (Ipheion uniflorum (Lindl.) Raf.) – gatunek rośliny wieloletniej należący do rodziny amarylkowatych (Amaryllidaceae). Występuje w Ameryce Południowej (Argentyna, Urugwaj). Roślina ta przez długi czas zaliczana była do rodzaju Brodiaea, dlatego w niektórych katalogach nasion można ją spotkać pod nazwą Brodiaea uniflora.

## Morfologia
KwiatyZazwyczaj niebieskie, ale istnieją też odmiany o kolorze białym lub purpurowym. Osadzone są pojedynczo na łodygach długości ok. 12 cm. Z jednej cebuli wyrasta wiele drobnych kwiatów. Kwiaty pojawiają się wczesną wiosną i mają delikatny, przyjemny zapach.
LiścieWąskie, jasnozielone, odziomkowe. Po roztarciu pachną czosnkiem. Liście pojawiają się jesienią roku poprzedniego.

## Zastosowanie
Roślina ozdobna. Jest jedną z najdłużej kwitnących wiosną bylin. Rośliny tego gatunku są mrozoodporne w warunkach Europy Środkowej i łatwe w uprawie, często sadzi się je w ogrodach skalnych oraz na rabatach. Najlepiej rosną w miejscach osłoniętych i lekko zacienionych, ale mogą też rosnąć w pełnym słońcu. Rozmnaża się je przez podział wczesną wiosną lub późnym latem.